# It's Kind of a Funny Story (film)
It's Kind of a Funny Story is een Amerikaanse film uit 2010. Anna Boden en Ryan Fleck schreven en regisseerden de film op basis van het gelijknamige boek van Ned Vizzini uit 2006. De hoofdrollen worden gespeeld door Keir Gilchrist, Emma Roberts en Zach Galifianakis.

## Verhaal
De 16 jaar oude Craig Gilner (Keir Gilchrist) overweegt zelfmoord te plegen en laat zich opnemen in een psychiatrisch ziekenhuis. Craig is gestrest vanwege hoge prestatiedruk op zijn exclusieve school en het gevoel in de schaduw te staan van zijn beste vriend Aaron (Thomas Mann) die ook nog eens verkering heeft met Nia (Zoë Kravitz), waar Craig ook verliefd op is.
Craig raakt snel in contact met Bobby (Zach Galifianakis), een patiënt die doet alsof hij gewoon op vakantie is in het ziekenhuis, wat betekent dat hij geen pijn heeft, en met Noelle (Emma Roberts een collega die in het ziekenhuis is opgenomen wegens zelfbeschadiging. Bobby onthult dat hij eigenlijk zes zelfmoordpogingen heeft gedaan waarna Craig Bobby probeert te helpen zijn leven weer op de rails te krijgen. Tegelijkertijd geeft Bobby Craig de moed om Noelle mee uit te vragen. Als Nia naar het ziekenhuis komt vertelt ze dat het uit is met Aaron. Nadat ze gestoord worden door Craigs kamergenoot rent Nia weg en roept Craig achter haar aan dat hij van haar houdt. Noelle hoort dit en wordt boos op Craig.
Craig vraagt Noelle om vergiffenis en als ze op het dak van het ziekenhuis staan vraagt Noelle Craig uit en ze kussen. Nadat ze met de hele afdeling een pizzafeestje hebben georganiseerd verlaten Craig en Bobby de volgende dag het ziekenhuis. Craig wil niet langer onder de druk van zijn prestigieuze school leven en besluit kunstenaar te worden. Aaron en Nia komen weer bij elkaar terug en Craig heeft nu een relatie met Noelle.

## Rolverdeling
| Acteur            | Personage          | Opmerkingen  |
| ----------------- | ------------------ | ------------ |
| Keir Gilchrist    | Craig Gilner       | hoofdpersoon |
| Emma Roberts      | Noelle             |              |
| Zach Galifianakis | Bobby              |              |
| Viola Davis       | Dr. Minerva        |              |
| Zoë Kravitz       | Nia                |              |
| Thomas Mann       | Aaron Fitzcarraldo |              |
| Aasif Mandvi      | Dr. Mahmoud        |              |
| Bernard White     | Muqtada            |              |
| Lauren Graham     | Lynn Gilner        |              |
| Jim Gaffigan      | George Gilner      |              |
| Matthew Maher     | Humble             |              |
| Jeremy Davies     | Smitty             |              |
| Willian Silvan    | Willian            |              |
| Mary Birdsong     | Bobby's ex-vrouw   |              |
| Novella Nelson    | The Professor      |              |
| Morgan Murphy     | Joanie             |              |
| Dana DeVestern    | Alissa Gilner      |              |

## Muziek
De muziek voor de film werd geschreven door Broken Social Scene.